# Console dedicado

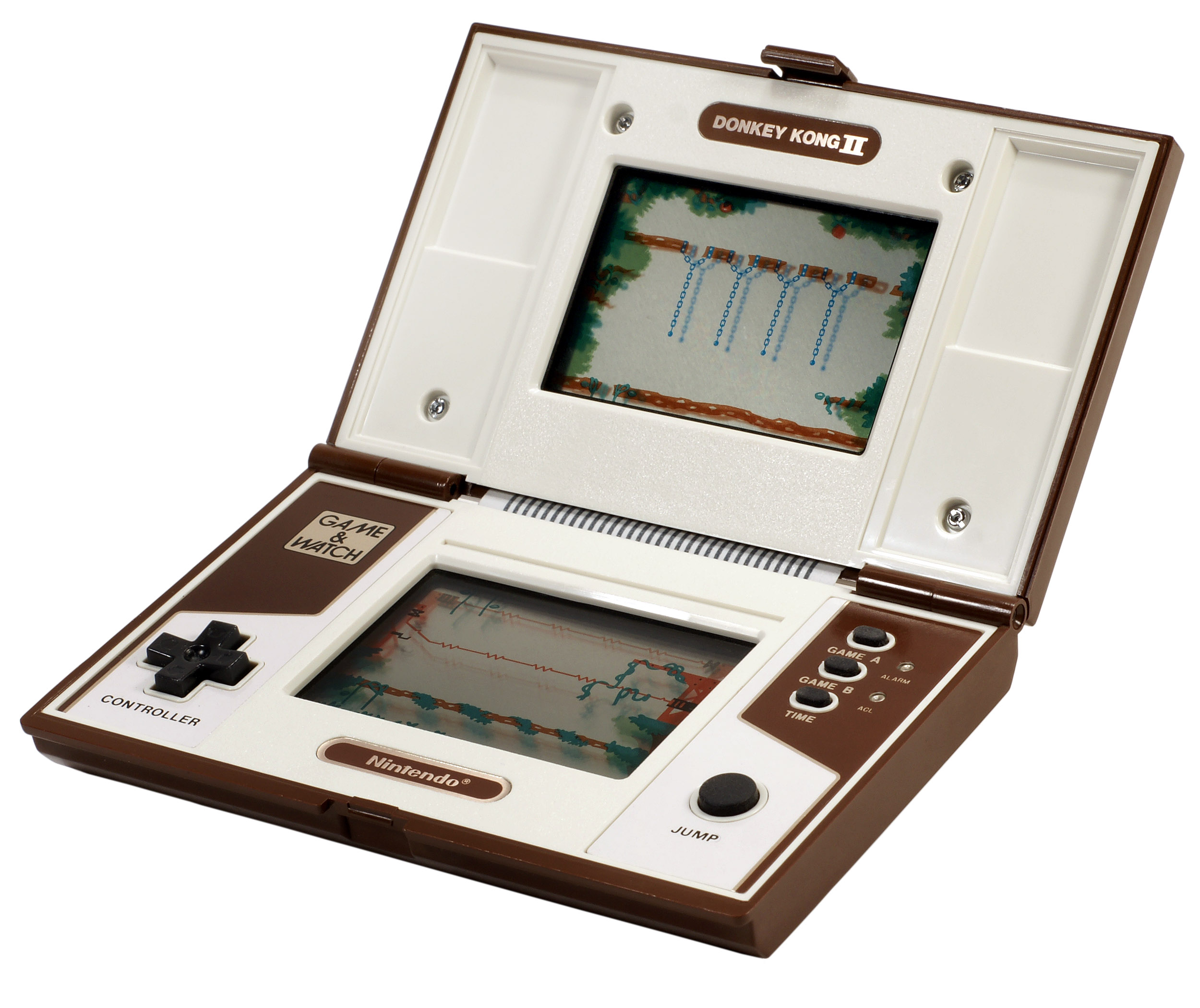
Donkey Kong 2 da série Game & Watch, exemplo de console dedidado.

Um dedicated console (console dedicado ou console exclusivo em português) é um console de jogo eletrônico dedicado exclusivamente a um ou mais jogos já integrados no aparelho, sem a possibilidade de uso para jogos adicionais via cartuchos, CD, ou outros tipos de mídia.

## História
Os consoles dedicados foram uma marca na primeira geração de jogos eletrônicos.
O primeiro do tipo foi o italiano Ping-o-Tronic, lançado em 1974, com três jogos disponíveis: Tennis Squash, Solo and Attract e Automatic. 
Ao longo da década de 1970, diversas empresas pioneiras no mundo dos jogos eletrônicos, como a Atari, a Unisonic e a Nintendo, também lançaram jogos de console exclusivos.
Muitos deles, como o Pong ou o Stunt Cycle (ambos da Atari), eram jogos do tipo arcade (ou fliperama, como é popularmente conhecido no Brasil). Alguns desses jogos tipo arcade chegaram a ter versões próprias para casa.
Já a série Color TV-Game foi um lançamento da Nintendo exclusivo para o Japão e foi campeão de vendas entre os consoles da primeira geração. Foram cinco jogos lançados entre 1977 e 1980.
Nas décadas seguintes, o lançamento de jogos com console dedicado diminuiu consideravelmente. O modelo só voltou a fazer sucesso no mercado com a série Atari Flashback, vendida pela Atari de 2004 a 2011 e assumida pela AtGames deste ano em diante. 

## Tipos de console dedicado

### Arcade
Artigo principal: Arcade
Mais conhecido no Brasil como fliperama, é um tipo de jogo de maior porte composto pelas seguintes partes: gabinete, monitor de vídeo, fonte de alimentação, controle(s) de jogo e sistema. Geralmente apresentam apenas um jogo, para uso em espaços de entretenimento de circulação ampla de pessoas.

### Brick Game
Artigo principal: Brick Game
Jogos portáteis, geralmente baseados em jogos já existentes em outros tipos de console. Possui design específico para o único jogo ao qual é dedicado. No Brasil, foi bastante popular na década de 1990, quando eram facilmente encontrados em lojas especializadas e até mesmo em camelôs.